# Don't Take It Personal (Just One of Dem Days)
Don't Take It Personal (Just One of Dem Days) är en sång med den amerikanska R&B-sångerskan Monica, skriven och producerad av Dallas Austin, Willie James Baker, Daryl Simmons, Marlon Williams och rapparna LL Cool J och Chuck D för sångerskans debutalbum Miss Thang (1995). 
Sången släpptes som skivans ledande singel tidigt 1995 och certifierades en tid efter releasen med platina status av RIAA. Den låg etta på Billboard Hot R&B Songs i två veckor, klättrade till en andra plats på listan Billboard Hot 100 i USA och hade topp-tio placeringar i Australien och Nya Zeeland. "Don't Take It Personal (Just One of Dem Days)" tillsammans med den uppföljande singeln "Before You Walk Out of My Life" gjorde Monica till den yngsta artisten någonsin att ha två singelettor på USA:s förgreningslista Billboard R&B chart vid endast fjorton års ålder.
En medföljande musikvideo spelades in i svart-vitt med Rich Murray som regissör.

## Listor
| Lista (1995)                           | Topposition |
| -------------------------------------- | ----------- |
| Australian ARIA Singles Chart          | 7           |
| New Zealand RIANZ Singles Chart        | 5           |
| Dutch Singles Chart                    | 20          |
| UK Singles Chart                       | 32          |
| U.S. Billboard Hot 100                 | 2           |
| U.S. Billboard Hot R&B Singles         | 1           |
| U.S. Billboard Hot Dance Singles Sales | 2           |
| U.S. Billboard Rhythmic Top 40         | 1           |
| U.S. Billboard Top 40 Mainstream       | 23          |